# Zeefbeen
Het zeefbeen of os ethmoidale is een van de aangezichtsbeenderen. Het ligt onder het voorhoofdsbeen in de neus, boven het ploegschaarbeen en voor het wiggenbeen. Het bot heeft in de neus een aantal flinterdunne uitsteeksels. Hiertussen zitten holten, de zeefbeencellen. Deze dienen om de ingeademde lucht in de neus te verwarmen, te bevochtigen en te zuiveren. Er zitten veel kleine openingen in de achterkant van het bot, waar de reukzenuwen naar de hersenen doorheen kunnen. Het horizontale deel van het zeefbeen wordt ook wel zeefplaat genoemd.

## Etymologie
De naam komt van het Griekse ἠθμοειδἐς ὀστοῦν ethmoeidés ostoun, een begrip dat in de oudheid bij de Romeinse arts Galenus voorkomt en zeefachtig, ἠθμοειδής, been, ὀστοῦν, betekent, afgeleid van  van ἠθμός, ethmós, zeef.
Behalve de schrijfwijze os ethmoidale komt ook os ethmoides voor, een vorm die meer met het Griekse ἠθμοειδἐς ὀστοῦν overeenkomt. De schrijfwijze os ethmoidale is volgens sommigen verkeerd. Het is een bijvoeglijk naamwoord dat bestaat uit een Grieks hoofddeel en een Latijnse uitgang, -ale. 
voorhoofdsbeen · wandbeen · slaapbeen · achterhoofdsbeen · wiggenbeen · zeefbeen

jukbeen · bovenkaakbeen · neusbeen · onderkaak · verhemeltebeen · traanbeen · ploegschaarbeen · onderste neusschelp

hamer · aambeeld · stijgbeugel